# Yves Delage
Yves Delage (Avignon, 13 mei 1854 - Sceaux, 7 oktober 1920) was een Frans zoöloog, bekend voor zijn werk op het vlak van de fysiologie en anatomie van ongewervelden.
Delage ontdekte ook de functie van de half-cirkelvormige kanalen in het slakkenhuis van het oor en is tevens bekend vanwege een toespraak over de lijkwade van Turijn.
Delage werd in 1901 directeur van het Station Biologique de Roscoff in Frankrijk. Hij kreeg in 1916 de Darwin Medal uitgereikt.

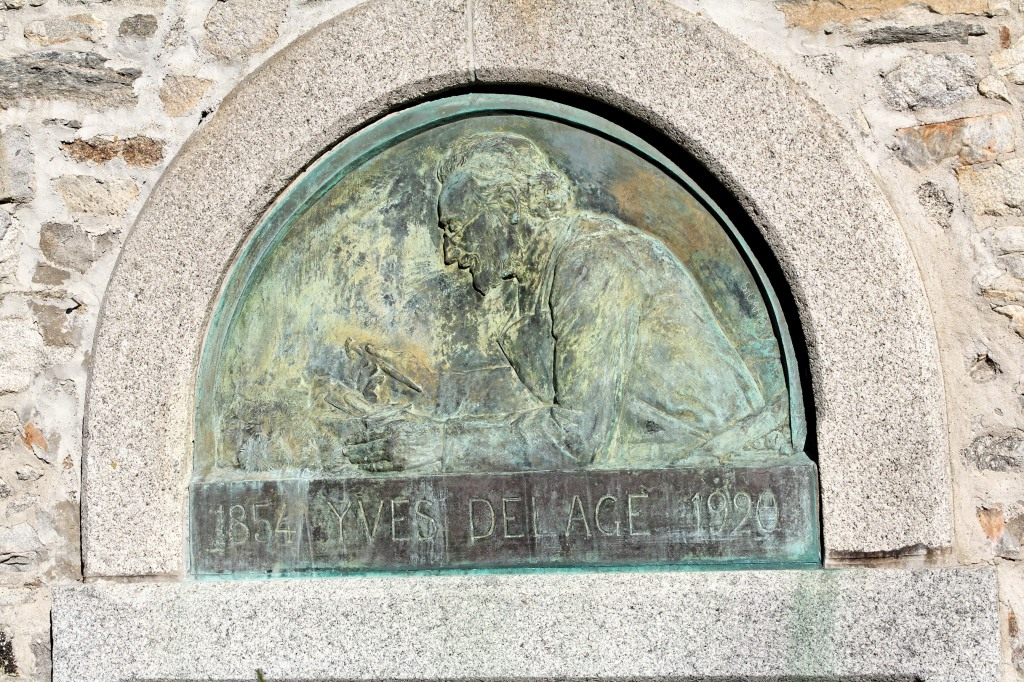
Yves Delage (Station biologique de Roscoff)

1. ↑  https://docs.google.com/spreadsheets/d/1dsunM9ukGLgaW3HdG9cvJ_QKd7pWjGI0qi_fCb1ROD4/pubhtml?gid=216486814&single=true.